# Грузія на літніх Олімпійських іграх 2008
Літні Олімпійські ігри 2008 року в Пекіні стали четвертими літніми Олімпійськими іграми, і восьмими Олімпійськими іграми взагалі, в яких грузинські спортсмени брали участь під прапором незалежної Грузії. Прапороносцем на церемонії відкриття став борець Рамаз Нозадзе, а на церемонії закриття — теж борець Реваз Міндорашвілі.
Всього в Олімпіаді взяло участь 35 олімпійців Грузії: 27 чоловіків та 8 жінок. Вони змагалися в 11 видах спорту: стрільба з лука, легка атлетика, бокс, волейбол, гімнастика, дзюдо, стрільба, плавання, теніс, важка атлетика і боротьба. 
Ця Олімпіада стала найуспішнішою за всю історію виступів збірної Грузії на Олімпійських іграх. Загалом грузинські сортсмени вибороли 6 медалей: 3 золотих і 3 бронзових, на відміну від Сіднейської Олімпіади 2000 року, коли вони здобули теж 6 медалей, але всі бронзові. Першу олімпійську медаль здобула грузинська жінка. Нею стала Ніно Салуквадзе. Вона виборола бронзову нагороду у стрільбі з пневматичного пістолета з дистанції 10 м.
У 2016 році через позитивні допінг проби результати низки учасників з інших країн у важкій атлетиці та боротьбі анулювали. Як наслідок борцю Георгію Гогшелідзе присуджено срібну медаль замість бронзової, а важкоатлет Арсен Касабієв отримав срібну медаль (на змаганнях він посів четверте місце).

## Медалісти
| Медаль | Спортсмен          | Вид спорту     | Дисципліна                               |
| ------ | ------------------ | -------------- | ---------------------------------------- |
| Золото | Манучар Квірквелія | Боротьба       | Греко-римська боротьба — чоловіки, 74 кг |
| Золото | Іраклій Цирекідзе  | Дзюдо          | Чоловіки, 90 кг                          |
| Золото | Реваз Міндорашвілі | Боротьба       | Вільна боротьба — чоловіки, 84 кг        |
| Срібло | Георгій Гогшелідзе | Боротьба       | Вільна боротьба — чоловіки, 96 кг        |
| Срібло | Арсен Касабієв     | Важка атлетика | до 94 кг, чоловіки                       |
| Бронза | Ніно Салуквадзе    | Стрільба       | Жінки, 10 м, пневматичний пістолет       |
| Бронза | Отар Тушишвілі     | Боротьба       | Вільна боротьба — чоловіки, 66 кг        |

## Бокс
| Категорія      | Спортсмен | 1/32                          | 1/16                       | Чвертьфінал        | Півфінал           | Фінал              | Місце      |
| Категорія      | Спортсмен | Суперник Результат            | Суперник Результат         | Суперник Результат | Суперник Результат | Суперник Результат | Місце      |
| -------------- | --------- | ----------------------------- | -------------------------- | ------------------ | ------------------ | ------------------ | ---------- |
| Ніколоз Ізорія | до 57 кг  | Тато Батшегі (BOT) W 14–4     | Шахін Імранов (AZE) L 9–18 | не пройшов         | не пройшов         | не пройшов         | не пройшов |
| Кахабер Жванія | до 69 кг  | Деметріус Ендред (USA) L 9–11 | не пройшов                 | не пройшов         | не пройшов         | не пройшов         | не пройшов |

## Боротьба
Чоловіки
Вільна боротьба
| Спортсмен          | Категорія | Кваліфікація               | 1/16                          | Чвертьфінал                  | Півфінал                    | Втішний раунд 1    | Втічний раунд 2              | Фінал                        | Фінал |
| Спортсмен          | Категорія | Суперник Результат         | Суперник Результат            | Суперник Результат           | Суперник Результат          | Суперник Результат | Суперник Результат           | Суперник Результат           | Місце |
| ------------------ | --------- | -------------------------- | ----------------------------- | ---------------------------- | --------------------------- | ------------------ | ---------------------------- | ---------------------------- | ----- |
| Бесаріон Гочашвілі | −55 кг    | Bye                        | Петру Тоарка (ROU) W 3–0      | Генрі Сехудо (USA) L 1–3     | не пройшов                  | Bye                | Радослав Веліков (BUL) L 1–3 | не пройшов                   | 8     |
| Отар Тушишвілі     | −66 кг    | Bye                        | Ікемацу Кадзухіко (JPN) W 3–1 | Серафим Барзаков (BUL) W 3–0 | Рамазан Шахін (TUR) L 1–3   | Bye                | Bye                          | Геандрі Гарсон (CUB) W 3–1   | 3     |
| Гела Сагірашвілі   | −74 кг    | Аугусто Мідана (GBS) W 3–1 | Мурад Гайдаров (BLR) L 0–3    | не пройшов                   | не пройшов                  | не пройшов         | не пройшов                   | не пройшов                   | 12    |
| Реваз Міндорашвілі | −84 кг    | Bye                        | Давид Бічинашвілі (GER) W 3–1 | Гаритюн Єнокян (ARM) W 3–0   | Георгій Кетоєв (RUS) W 3–1  | Bye                | Bye                          | Юсуп Абдусаломов (TJK) W 3–1 | 1     |
| Георгій Гогшелідзе | −96 кг    | Bye                        | Олексій Крупняков (KGZ) W 3–0 | Саїд Ебрахімі (IRI) W 3–0    | Таймураз Тігієв (KAZ) L 1–3 | Bye                | Bye                          | Мічель Батіста (CUB) W 3–0   | 2     |

Греко-римська боротьба
| Спортсмен          | Категорія | Кваліфікація              | 1/16                           | Чвертьфінал                   | Півфінал               | Втішний раунд 1    | Втічний раунд 2    | Фінал                 | Фінал |
| Спортсмен          | Категорія | Суперник Результат        | Суперник Результат             | Суперник Результат            | Суперник Результат     | Суперник Результат | Суперник Результат | Суперник Результат    | Rank  |
| ------------------ | --------- | ------------------------- | ------------------------------ | ----------------------------- | ---------------------- | ------------------ | ------------------ | --------------------- | ----- |
| Лаша Гогітадзе     | −55 кг    | Bye                       | Цзіао Гуафен (CHN) W 3–0       | Роман Амоян (ARM) L 1–3       | не пройшов             | не пройшов         | не пройшов         | не пройшов            | 9     |
| Давид Бедінадзе    | −60 кг    | Армен Назарян (BUL) L 1–3 | не пройшов                     | не пройшов                    | не пройшов             | не пройшов         | не пройшов         | не пройшов            | 16    |
| Манучар Квірквелія | −74 кг    | Bye                       | Крістоф Гено (FRA) W 3–0 <     | Костянтин Шнайдер (GER) W 3–0 | Петер Бачі (HUN) W 3–1 | Bye                | Bye                | Чан Юнсян (CHN) W 3–0 | 1     |
| Бадрі Хасая        | −84 кг    | Bye                       | Назмі Авлуджа (TUR) L 1–3      | не пройшов                    | не пройшов             | не пройшов         | не пройшов         | не пройшов            | 16    |
| Рамаз Нозадзе      | −96 кг    | Bye                       | Теодорос Тунусідіс (GRE) W 3–1 | Марек Швець (CZE) L 1–3       | не пройшов             | не пройшов         | не пройшов         | не пройшов            | 12    |

## Важка атлетика
| Спортсмен       | Дисципліна | Ривок (kg) | Поштовх (кг) | Разом (кг) | Місце        |
| --------------- | ---------- | ---------- | ------------ | ---------- | ------------ |
| Рауль Цірекідзе | 85 кг      | 143        | —            | 143        | не фінішував |
| Арсен Касабієв  | 94 кг      | 176        | 223          | 399        | 2            |
| Альберт Кузілов | до 100 кг  | 182        | 227          | 409        | 6            |

- Арсен Касабієв спочатку фінішував четвертим, але в січні 2017 року через дві дискваліфікації перейшов на друге місце.

## Волейбол

### Пляжний волейбол
| Спортсмени                        | Дисципліна | Попередній раунд | Місце | 1/16                                                                 | Чвертьфінал                                                    | Півфінал                                                   | фінал                                                       | фінал      |
| Спортсмени                        | Дисципліна | Суперник Результат | Місце | Суперник Результат                                                   | Суперник Результат                                             | Суперник Результат                                         | Суперник Результат                                          | Місце      |
| --------------------------------- | ---------- | --- | ----- | -------------------------------------------------------------------- | -------------------------------------------------------------- | ---------------------------------------------------------- | ----------------------------------------------------------- | ---------- |
| Ренато Гомеш Хорхе Тершейро       | чоловіки   | Кошик C Ендрю Шахт – Джошуа Слек (AUS) L 0 – 2 (17–21, 19–21) Рікардо Сантуш – Емануель Регу (BRA) L 0 – 2 (19–21, 17–21) Емануель Фернандес - Мораїс Абреу (ANG) W 2 – 0 (21–14, 21–13)                                                                                     | 3 Q   | Клеменс Допплер – Петер Гартмаєр (AUT) W 2 – 1 (19–21, 21–16, 15–13) | Рейндер Нуммердор - Річард Схуйль (NED) W 2 – 0 (21–19, 21–19) | Філ Далгауссер – Тодд Роджерс (USA) L 0 – 2 (11–21, 13–21) | Рікардо Сантуш – Емануель Регу (BRA) L 0 – 2 (15–21, 10–21) | 4          |
| Андрезза Мартінс Крістін Сантанна | жінки      | Кошик C Ана Паула Коннелі – Ларісса Франса (BRA) L 1 – 2 (25–23, 17–21, 5–15) Тамсін Барнетт - Наталі Кук (AUS) L 0 – 2 (18–21, 12–21) Олександра Ширяєва – Наталія Урядова (RUS) W 2 – 1 (10–21, 22–20, 15–12) Лісбет Муга – Лісбет ван Брідам (BEL) L 0 – 2 (13–21, 19–21) | 3     | не пройшли                                                           | не пройшли                                                     | не пройшли                                                 | не пройшли                                                  | не пройшли |

## Гімнастика

### Спортивна гімнастика
| Спортсмен      | Дисципліна                 | Кваліфікація | Кваліфікація | Фінал      | Фінал      |
| Спортсмен      | Дисципліна                 | Результат    | Місце        | Результат  | Місце      |
| -------------- | -------------------------- | ------------ | ------------ | ---------- | ---------- |
| Ілія Гіоргадзе | вільні вправи, чоловіки    | 14.625       | 46           | не пройшов | не пройшов |
| Ілія Гіоргадзе | паралельні бруси, чоловіки | 15.150       | 41           | не пройшов | не пройшов |

### Батут
| Спортсмен     | Дисципліна | Кваліфікація | Кваліфікація | Фінал     | Фінал |
| Спортсмен     | Дисципліна | Результат    | Місце        | Результат | Місце |
| ------------- | ---------- | ------------ | ------------ | --------- | ----- |
| Люба Головіна | жінки      | 64.90        | 5 Q          | 36.10     | 6     |

## Дзюдо
| Спортсмен          | Категорія              | 1/64                        | 1/32                             | 1/16                               | Чвертьфінал                            | Півфінал                      | Втішний раунд 1                        | Втішний раунд 2                 | Втішний раунд 3              | Фінал / ББ                      | Фінал / ББ |
| Спортсмен          | Категорія              | Суперник Результат          | Суперник Результат               | Суперник Результат                 | Суперник Результат                     | Суперник Результат            | Суперник Результат                     | Суперник Результат              | Суперник Результат           | Суперник Результат              | Місце      |
| ------------------ | ---------------------- | --------------------------- | -------------------------------- | ---------------------------------- | -------------------------------------- | ----------------------------- | -------------------------------------- | ------------------------------- | ---------------------------- | ------------------------------- | ---------- |
| Нестор Хергіані    | до 60 кг, чоловіки     | Bye                         | Димітрі Драгін (FRA) L 0010–0101 | не пройшов                         | не пройшов                             | не пройшов                    | Гал Єкутіель (ISR) L 0000–0001         | не пройшов                      | не пройшов                   | не пройшов                      | не пройшов |
| Заза Кеделашвілі   | до 66 кг, чоловіки     | Bye                         | Міклош Унгварі (HUN) L 0000–1000 | не пройшов                         | не пройшов                             | не пройшов                    | не пройшов                             | не пройшов                      | не пройшов                   | не пройшов                      | не пройшов |
| Давид Кевхішвілі   | до 73 кг, чоловіки     | Н/Д                         | Сержіу Тома (MDA) W 0021–0010    | Кім Чольсу (PRK) L 0110–0111       | не пройшов                             | не пройшов                    | не пройшов                             | не пройшов                      | не пройшов                   | не пройшов                      | не пройшов |
| Саба Гавашелішвілі | до 81 кг, чоловіки     | Жуан Нету (POR) L 0000–1010 | не пройшов                       | не пройшов                         | не пройшов                             | не пройшов                    | не пройшов                             | не пройшов                      | не пройшов                   | не пройшов                      | не пройшов |
| Іраклій Цирекідзе  | до 90 кг, чоловіки     | Н/Д                         | Bye                              | Гешам Месба (EGY) W 0010–0001      | Ельхан Мамедов (AZE) W 1000–0000       | Іван Першін (RUS) W 1002–0000 | Bye                                    | Bye                             | Bye                          | Амар Беніхлеф (ALG) W 0001–0000 | 1          |
| Леван Жоржоліані   | до 100 кг, чоловіки    | Н/Д                         | Пітер Казінс (GBR) W 0010–0000   | Мовлуд Міралієв (AZE) L 0000–1010  | не пройшов                             | не пройшов                    | Гассан Аззун Hassane (ALG) W 1001–0001 | Даніель Брата (ROU) W 1001–0000 | Чан Сон Го (KOR) W 0021–0020 | Генк Грол (NED) L 0000–0020     | 5          |
| Лаша Гуджеджіані   | понад 100 кг, чоловіки | Bye                         | Рікардо Блас (GUM) W 0200–0001   | Деніел Маккормік (USA) W 1000–0000 | Могаммад Реза Рудакі (IRI) W 0011–0000 | Сатосі Ісії (JPN) L 0000–1011 | Bye                                    | Bye                             | Bye                          | Тедді Рінер (FRA) L 0000–1011   | 5          |

## Легка атлетика
| Давид Іларіані    | 110 метрів з бар'єрами, чоловіки | 13.75 | 6 q | 13.74 | 8   | не пройшов | не пройшов | не пройшов | не пройшов |
| Маріам Кевхішвілі | штовхання ядра, жінки            | 15.99 | 30  | Н/Д   | Н/Д | не пройшла | не пройшла |            |            |

## Плавання
| Спортсмен         | Дисципліна                     | Гіт     | Гіт   | Півфінал   | Півфінал   | Фінал      | Фінал      |
| Спортсмен         | Дисципліна                     | Час     | Місце | Час        | Місце      | Час        | Місце      |
| ----------------- | ------------------------------ | ------- | ----- | ---------- | ---------- | ---------- | ---------- |
| Іраклій Ревішвілі | 200 м вільним стилем, чоловіки | 1:53.60 | 53    | не пройшов | не пройшов | не пройшов | не пройшов |
| Анна Салкінова    | 100 м брасом, жінки            | 1:21.70 | 48    | не пройшла | не пройшла | не пройшла | не пройшла |

## Стрільба
| Спортсмен       | Дисципліна                               | Кваліфікація | Кваліфікація | Фінал      | Фінал      |
| Спортсмен       | Дисципліна                               | Бали         | Місце        | Бали       | Місце      |
| --------------- | ---------------------------------------- | ------------ | ------------ | ---------- | ---------- |
| Ніно Салуквадзе | пістолет, 25 метрів (жінки)              | 580          | 16           | не пройшла | не пройшла |
| Ніно Салуквадзе | пневматичний пістолет, 10 метрів (жінки) | 386          | 4            | 487.4      | 3          |

## Стрільба з лука
| Спортсмен          | Дисципліна                    | Кваліфікація | Кваліфікація | 1/64                              | 1/32                                     | 1/16                           | Чвертьфінал        | Півфінал           | Фінал              | Фінал      |
| Спортсмен          | Дисципліна                    | Результат    | Посів        | Суперник Результат                | Суперник Результат                       | Суперник Результат             | Суперник Результат | Суперник Результат | Суперник Результат | місце      |
| ------------------ | ----------------------------- | ------------ | ------------ | --------------------------------- | ---------------------------------------- | ------------------------------ | ------------------ | ------------------ | ------------------ | ---------- |
| Крістіна Есебуа    | індивідуальна першість, жінки | 643          | 17           | Юкі Гаясі (JPN) W 102 (9)–102 (8) | Елпіда Романтці (GRE) L 102 (9)–102 (10) | не пройшла                     | не пройшла         | не пройшла         | не пройшла         | не пройшла |
| Хатуна Наріманідзе | індивідуальна першість, жінки | 663          | 4            | Дорджі Дема (BHU) W 107–97        | Лейдіс Бріто (VEN) W 111–98              | Маріана Авітія (MEX) L 108–109 | не пройшла         | не пройшла         | не пройшла         | не пройшла |